# Alstroemeria pulchella
Espèce
Alstroemeria pulchella est une espèce de plante à fleurs de la famille des Alstroemeriaceae selon la classification phylogénétique et des Liliaceae selon la classification classique de Cronquist (1981).
C'est une plante herbacée vivace originaire d'Amérique du Sud.